# 中国人民解放军联勤保障部队工程大学
中国人民解放军联勤保障部队工程大学是一所军事院校，隶属中国人民解放军联勤保障部队，总校区位于重庆市，在天津市、江苏省镇江市有分校区，在湖北省武汉市硚口区设有营区，在安徽省蚌埠市有士官学校，是该部队第一所专门高等院校。

## 沿革

### 中国人民解放军陆军勤务学院
中国人民解放军后勤工程学院及其前身单位

原中国人民解放军陆军勤务学院院徽

- 1961年1月，以河南省新乡市的中国人民解放军第三军械预备学校为基础，组建中国人民解放军后勤工程学院，校址在四川省重庆市[1]。
  - 中国人民解放军第三军械预备学校：1954年，创建中国人民解放军炮兵第八预备学校，隶属军委炮兵。1956年，更名为中国人民解放军第三军械预备学校，转隶中国人民解放军总军械部，校址在河南省新乡。
- 1962年初，中国人民解放军后勤学院营房系、中国人民解放军后勤学院油料系、中国人民解放军装甲兵工程学院汽车系、中国人民解放军炮兵工程学院步兵武器设计科的人员并入[1][2]。
- 1969年2月19日，军委办事组以军委〔69〕1号文件发出关于军队院校调整方案的通知，后勤工程学院改称中国人民解放军后勤高级专科学校[1]（简称“后高专”）。在重庆歇台子接收总参通信兵雷达工程学院校址。后高专调整为四个大队（师级），即：一大队（军械训练大队，通县军械学校、南京军械学校、后勤技术兵学校与原后勤工程学院轻武器系共同组建），二大队（汽车训练大队）， 三大队（建筑训练大队）， 四大队（油料训练大队）。校本部校区（现龙湖-时代天街）由机关，一，四大队，实习工厂和家属区使用，歇台子校区由二，三大队，实习工厂及家属区使用，此外马家堡，塑料厂还分别设有家属区。
  - 中国人民解放军通县军械学校：1949年初，军委后方勤务部为适应第二次国共内战的需要，根据周恩来副主席“火速训练一批军械人员”的指示，在北平市通县组建中国人民革命军事委员会后方勤务部军械训练大队，并从华北军政大学第一总队选调200名学员到大队学习，大队长为杨立三[3][4]。1949年6月，通县军械训练大队改建为中国人民解放军军委后勤部军械学校，隶属军委后勤部[5]。不久，更名中国人民解放军华北军械学校。1951年，中央军委决定，更名中国人民解放军第一军械学校。1952年10月，更名中国人民解放军第一炮兵技术学校。1956年2月，中华人民共和国国防部电令，更名中国人民解放军通县军械技术学校。1960年4月，更名中国人民解放军通县军械学校。
  - 中国人民解放军南京军械学校：1947年3月，华东野战军后勤部在山东省诸城县创建了华东军区后勤部军械训练队[4]。1949年5月，由徐州市北郊迁至南京市通济门外红花村开办的华东军区军械训练大队，隶属总后勤部军械部，是培养军械技师、军械所长的初级专业技术学校。1951年春，华东军区军械训练大队与华东军区军械部研究所合并，定名中国人民解放军第三军械学校，仍驻南京。1951年6月9日，华东军区命令，以华东军区后勤军械部军械教导大队扩编组成中国人民解放军第三军械学校[6]。1952年3月，改为中国人民解放军第三炮兵技术学校，隶属华东军区炮兵部领导[7]。1952年10月28日，中央军委命令，改为中国人民解放军第三炮兵技术学校，归军委炮兵司令部领导。1956年2月4日，中华人民共和国国防部电令，改为中国人民解放军南京军械技术学校，归中国人民解放军总后方勤务部军械部建制[8]。1956年8月，正式改为中国人民解放军南京军械技术学校[6]。1960年4月，更名中国人民解放军南京军械学校。1964年，通县军械学校与南京军械学校合并。招收部队连、排职军官和初中、高中毕业生，学制2至3年。1969年秋，南京军械学校撤销[7]。
  - 中国人民解放军后勤技术兵学校：1953年9月，中央军委指示，在东北军区筹建中国人民解放军沈阳修械技工学校，校址在沈阳市铁西区。1962年8月中国人民解放军总后勤部通知，根据1962年6月22日中央军委决定，武汉第三汽车修理工学校与沈阳修械技工学校合并组建中国人民解放军后勤技术兵学校，校址在沈阳市。
- 1973年12月8日，中央军委转发中共中央批准的全军院校领导小组《关于全军恢复和增建41所院校的报告》，决定恢复中国人民解放军军械技术学校。1974年7月，后勤高级专科学校军械训练大队分出，划归石家庄的中国人民解放军军械技术学校（后成为中国人民解放军军械工程学院）。
- 1973年，后勤高级专科学校汽车系分出，参与组建中国人民解放军运输技术学校（后成为中国人民解放军军事交通学院）。
- 1974年10月率先在原汉口后勤学校校址上组建成立总后勤部军政干部学校，执行正军级权限，校长由原后勤学院副院长兼教育长李汎山少将任（55年授），政委由兰州军区后勤部政委高林少将（64年晋升）任。
- 1975年底，升格中国人民解放军后勤工程学院[1]。
- 2006年10月，中央军委批准后勤工程学院整体搬迁重庆大学城[9]。
- 2016年，在深化国防和军队改革中，由中国人民解放军总后勤部转隶中央军事委员会训练管理部[10]。

中国人民解放军军事经济学院及其前身单位
- 中国人民解放军军需学校：1946年7月，在合江省佳木斯市（今属黑龙江省）创建东北民主联军供给学校，隶属东北民主联军总后勤部，首任校长高志洁，首任政委张庆孚，总务科长阎同孚，教务处副主任李东林，学校干部32人，专职教员10人。1946年10月10日开学典礼。1947年2月，更名中国人民解放军东北军需学校。至1948年8月毕业了两期7个队670人。8月15日三期8个队1100人，学制1年。1949年9月12日离开佳木斯南下，9月23日三期在汉口毕业。湖南省株州，更名中国人民解放军中南军需学校。1951年1月迁至汉口，改编为中国人民解放军中南军区后勤干部学校，为师级单位，隶属中南军区后勤部，校址在汉口罗家墩。同年10月更名为中国人民解放军第四后方勤务学校。1952年9月，改建中国人民解放军军需学校，隶属总后勤部[11]。
- 中国人民解放军财务学校：1950年，创建中国人民解放军华北军区后勤学校。1951年，更名中国人民解放军第六后方勤务学校。1952年，更名中国人民解放军财务学校。
- 中国人民解放军后方工程学校：1955年，中国人民解放军军需学校（营房管理系）分出，建立中国人民解放军后方工程学校。
- 中国人民解放军军需工业干部学校：总后勤部军需生产部军需工业干部训练班分出，建立中国人民解放军军需工业干部学校。
- 1958年6月以后，以中国人民解放军军需学校为基础，合并中国人民解放军财务学校、中国人民解放军后方工程学校、中国人民解放军军需工业干部学校及中国人民解放军后勤学院油料中级班、青岛市的中国人民解放军海军高级专科学校后勤系，组建成面向全军、多科性的中国人民解放军后勤学校。1961年2月改编为军级单位[11]。
- 1969年10月，中国人民解放军后勤学校奉命停办[11]。
- 1974年2月，复校，更名中国人民解放军后勤军政干部学校，为军级单位，隶属总后勤部[11]。
- 1978年1月，更名中国人民解放军后勤学校[11]。
- 1983年6月，升格中国人民解放军高级后勤学校[11]。
- 1984年，中国人民解放军铁道兵工程学院（今石家庄铁道大学）军事交通系并入。
- 1986年6月，中国人民解放军高级后勤学校、襄樊后勤学校合并，组建中国人民解放军军事经济学院。
  - 中国人民解放军襄樊后勤学校：1983年，创建中国人民解放军襄樊后勤学校。
- 1993年，军事经济学院军事交通专业分出，并入中国人民解放军运输工程学院（后为中国人民解放军军事交通学院）。
- 2016年，在深化国防和军队改革中，由中国人民解放军总后勤部转隶中央军事委员会训练管理部[12]。

中国人民解放军陆军勤务学院
- 2017年，在深化国防和军队改革中，以后勤工程学院和军事经济学院为基础组建中国人民解放军陆军勤务学院，是培养全军后勤通用专业军事人才的高等教育院校，主要承担后勤综合业务、后勤基层管理、油料勤务、军需勤务、军事设施勤务、军事物流管理、军事物资采购管理、财务审计等领域的本科教育、任职培训、研究生教育、士官培训、文职人员培训、外军留学人员培训及国家国民经济动员干部培训等任务。学院由位于重庆的院本部、位于襄阳的训练基地和武汉营区三部分组成。2017年8月17日，陆军勤务学院举行揭牌仪式[13]。

### 中国人民解放军陆军军事交通学院及其所属汽车士官学校
中国人民解放军军事交通学院及其前身单位

原中国人民解放军陆军军事交通学院院徽

- 中国人民解放军第三后方勤务学校：1949年7月，中国人民解放军华东军区后勤干部学校从安徽明光移驻江苏镇江[14]。1951年10月17日，中央军委令，将华东军区后勤干部学校改为中国人民解放军第三后方勤务学校，归华东军区建制。1952年3月，改归总后方勤务部建制。1952年9月26日，与原第三汽车学校合并为中国人民解放军运输学校[15]。
- 中国人民解放军镇江汽车学校：1951年3月16日，华东军区汽车第三团与原陆军第三十二军汽车教导大队合并组成中国人民解放军华东军区军事交通学校。1951年10月17日，中央军委电令，该校改为中国人民解放军第三汽车学校，驻镇江市。1952年3月，第三汽车学校调出2个大队组建汽车教导团（1952年11月改为中国人民解放军第三汽车学校，驻上海市）。1952年9月26日，中央军委令，将镇江的原第三汽车学校机关及剩余的大队，同第三后方勤务学校一并划归总后方勤务部建制，合并改编为中国人民解放军运输学校（俗称镇江运输学校），仍驻镇江[15]。1953年1月，更名为中国人民解放军汽车拖拉机管理学校。1956年1月，更名为中国人民解放军第一汽车拖拉机管理学校（对外称中国人民解放军252部队，原址即今江苏科技大学本部）。1958年清明节前，叶剑英元帅奉中国共产党中央军事委员会主席毛泽东指示，短暂视察了该校[14]。1958年9月27日，国防部令，总后方勤务部领导的第一汽车拖拉机管理学校（驻镇江）拨归中国人民解放军南京军区建制领导。1960年1月，该校建制复归总后方勤务部[15]。1962年，改称中国人民解放军第一汽车技术学校。后改称中国人民解放军镇江汽车学校，校址为镇江市十五标。1969年撤销[16]。
- 中国人民解放军大同汽车学校：1949年，创建中国人民解放军华北军区后勤部汽车学校[17]。1951年，改为中国人民解放军第六汽车学校。1956年，更名为中国人民解放军第二汽车拖拉机管理学校。后改称中国人民解放军大同汽车学校，校址为大同市原陆军某部驻地（原侵华日军坂本营房旧址）。1969年撤销[16]。
- 中国人民解放军运输学校（上海运输学校）：1952年3月，镇江的第三汽车学校调出2个大队组建汽车教导团。1952年11月改为中国人民解放军第三汽车学校，驻上海市[15]。1956年初，根据上级命令，上海的原第三汽车学校改组为中国人民解放军第二汽车拖拉机修理学校。1960年，改为中国人民解放军运输学校（俗称上海运输学校），仍驻上海。1962年6月22日，与天津的第二汽车技术学校、武汉后勤学校油料系合并，在天津组建新的中国人民解放军运输学校（见下）。
- 中国人民解放军运输学校（天津运输学校）：1949年，创建中国人民解放军西北军区后勤学校摩托科[17]。1951年，改为中国人民解放军西北军区汽车学校。后改为中国人民解放军第一汽车学校，仍位于甘肃省兰州市[18][16]。1954年，改为中国人民解放军汽车拖拉机修理学校，位于天津。1955年，正式定址天津市东局子（原天津机器制造东局旧址）。1956年，院校体制调整中，改为中国人民解放军第二汽车技术学校。1962年6月22日，中央军委命令，第二汽车技术学校与上海的中国人民解放军运输学校、武汉后勤学校油料系合并，组建新的中国人民解放军运输学校（俗称天津运输学校），校址仍在天津东局子。1969年底，根据中央军委转发的军队院校调整方案的决定，该校和其他地区的军事交通运输院校一起撤销，这些军事交通运输院校的人员和设备均并入当时全军唯一保留的军事交通运输高级训练机构——中国人民解放军后勤高级专科学校车船大队[16]。
- 中国人民解放军后勤高级专科学校车船大队：是以始建于1960年秋的原中国人民解放军后勤工程学院汽车系为基础建立。包括了原哈尔滨军事工程学院装甲兵工程系汽车专业的部分人员。1970年初，组建为中国人民解放军后勤高级专科学校车船大队。1974年6月，根据中国人民解放军总后勤部的命令，该大队归建中国人民解放军运输技术学校[16]。
- 1973年10月，在经过一年多的调查、准备工作后，中国人民解放军总后勤部党委决定，在天津东局子的原中国人民解放军运输学校旧址筹建中国人民解放军运输技术学校。1973年12月，中央军委发出经毛泽东圈阅的文件，批准复建中国人民解放军运输技术学校。该校成为当时全军唯一恢复和增建的军事交通运输方面的专业院校。参与复建中国人民解放军运输技术学校的有原镇江汽车学校、大同汽车学校、天津运输学校、后勤高级专科学校车船大队从事军事交通运输教学的主要力量，以及原后勤学院运输系、车管系和运输教研室的干部及教员。中国人民解放军运输技术学校获批准复建后，用一年多时间扩建校园，使校园面积比原天津机器制造东局旧址的面积扩大了1倍，建筑面积达到15万多平方米[16]。
- 1975年，首期招生（含中专和大专）。1978年，增招大学本科培训层次，继而成为全军当时唯一一所培养军用汽车、陆军船艇指挥、管理和专业技术人才并且承担外训任务的军事交通运输学校[16]。
- 1986年，升格中国人民解放军运输工程学院，成为全军军事交通运输高等专业技术院校。新增设研究生培训层次[19]。
- 1992年，根据中央军委颁发的《全军院校体制编制调整改革方案》，该学院被定为中级院校，行使军级权限，武汉中国人民解放军军事经济学院军事交通管理系并入该校[19]。
- 1999年，更名中国人民解放军军事交通学院。中国人民解放军总后勤部军事交通运输研究所并入该校。该校被列入面向21世纪全军重点建设院校，也是全军唯一一所集军事交通运输指挥管理与车辆工程技术于一体的综合性院校[19]。
- 2016年，在深化国防和军队改革中，由中国人民解放军总后勤部转隶中央军事委员会训练管理部[20]。

中国人民解放军镇江船艇学院及其前身单位
- 1956年，在上海成立中国人民解放军公安边防学校，下设海上巡逻系[17]。1958年，学校撤销[21]。
- 1960年5月，上海的中国人民解放军运输学校编设船管系[22]。1961年更名船舶系。
- 1973年，在天津成立中国人民解放军运输技术学校，下设船艇专业[23]。
- 1978年10月，中央军委批复总后勤部，决定在镇江新建中国人民解放军汽车管理学校附属船艇大队。此后几经转隶[23]。1980年始建学校[24]。
- 1983年6月，成立中国人民解放军陆军船艇技术学校[23][24]。
- 1986年6月，更名为中国人民解放军陆军船艇学校[24]。
- 1992年，根据中央军委批准的《全军院校体制编制调整改革方案》，原陆军船艇学校从1992年10月9日起移交中国人民解放军海军，改建为中国人民解放军海军镇江舰艇士官学校。改建后，学校的主要任务是培养海军舰艇士官和陆军、空军船艇指挥、技术军官及专业士官，是隶属海军直接领导的初级院校，面向全军招生。学校所设专业在原有基础上有所增加，形成了大专、中专并举的培训层次[25][26]。
- 1995年，经中央军委批准，原海军镇江舰艇士官学校从1995年5月16日起移交中国人民解放军总后勤部建制领导，更名为中国人民解放军陆军船艇学校。学校是初级指挥院校，主要任务是培养陆空军船艇指挥、技术军官、专业士官和水兵。学校所设专业及办学规模在原有基础上有所变化，形成了大专、中专和短期轮训并举的培训层次，并做好了筹备开办本科教学的工作[27][28][29]。后来开办本科培训层次，形成军官、士官专业兵，本科、大专、中专多层次、多规格办学体系[24]。
- 1999年4月1日，经中央军委批准，更名为中国人民解放军镇江船艇学院，下设训练部、政治部、院务部、教研部、学员旅、干部轮训队和船艇教练大队[30][23]。是全军唯一一所为陆军、空军培养船艇军事人才的初级指挥学校[23]。
- 2016年，在深化国防和军队改革中，由中国人民解放军总后勤部转隶中国人民解放军陆军[31]。

中国人民解放军陆军军事交通学院
- 2017年，在深化国防和军队改革中，以原军事交通学院、镇江船艇学院、蚌埠汽车士官学校、军事交通运输研究所为基础，组建中国人民解放军陆军军事交通学院，下设院本部（天津市）、镇江校区（江苏镇江）、汽车士官学校（安徽蚌埠）、军事交通运输研究所（天津市）[17]。

中国人民解放军陆军军事交通学院士官学校
- 1977年，创建中国人民解放军汽车管理学校。
- 1978年，解放军运输技术学校（船艇大队）并入，成为汽车管理学校舰艇大队。
- 1983年，汽车管理学校舰艇大队分出，升格建立陆军船艇技术学校，后为解放军镇江船艇学院。
- 1986年，升格中国人民解放军汽车管理学院。
- 2011年，改建为中国人民解放军蚌埠汽车士官学校。
- 2016年，在深化国防和军队改革中，该校由中国人民解放军总后勤部转隶中国人民解放军陆军。
- 2017年，在深化国防和军队改革中，以原军事交通学院、镇江船艇学院、蚌埠汽车士官学校、军事交通运输研究所为基础，组建中国人民解放军陆军军事交通学院，其中蚌埠汽车士官学校改为中国人民解放军陆军军事交通学院汽车士官学校，仍驻安徽蚌埠[17]。

### 联勤保障部队工程大学
2025年5月15日，中华人民共和国国防部例行记者会发布消息：为了贯彻落实中共二十届三中全会精神，适应军兵种结构布局调整和军事人才培养需要，中央军委决定，以陆军勤务学院、陆军军事交通学院本部及所属汽车士官学校为基础组建联勤保障部队工程大学，校本部位于重庆市，面向社会招收普通高中毕业生，招生专业、招生数量等信息待公布。
2025年6月28日，联勤保障部队工程大学正式成立。

## 院系专业
2025年5月30日，联勤保障部队工程大学发布2025年招生简章，面向地方招收高中毕业生，招生专业包括财务管理、军事能源工程等21个本科专业。